# Logikai grammatika
A logikai grammatika a logika azon területe, mely a természetes nyelvek vagy a természetes nyelvek valamely jól meghatározott töredékének nyelvtanát logikai szempontok szerint vizsgálja.
A logikai grammatika – mely diszciplína előfutárai között Arisztotelész is kétségtelenül ott van – Gottlob Frege és Bertrand Russell munkássága révén jött létre és központi szerepe van az analitikus filozófiai és modern nyelvfilozófiai vizsgálódásokban. A logikai grammatikai elemzések lényegesen eltérhetnek a nyelvészeti megközelítésektől, mert a logikai grammatikában a mondatok igazsága és a nyelvi elemek jelentése problémái kerülnek előtérbe, szemben a nyelvhasználati szokásokat feltáró nyelvészettel.
A formális nyelvek felől tekintve a logikai grammatika egyfajta keretelmélet akarna lenni, mely a nyelvi szerkezeteket kategóriákba sorolja. Egy konkrét elsőrendű nyelv esetén a formális definíciók néha elfedik a kifejezések és formulák nyelvben játszott szerepét. A logikai grammatika kategóriái támpontul szolgálnak egy általánosabb, a formalizáció kivitelezésének mikéntjétől független grammatikai-szintaktikai tárgyalásmódhoz.

## Gyakori alkalmazások
A logikai grammatikát gyakran nem az egész természetes nyelvre, csak valamely szempontból kiválasztott töredékére alkalmazzák, például a logikai kötőszavak ('nem', 'és', 'vagy', …) működését vizsgálják, vagy az igeidők használatának szabályait tekintik ('volt', 'lesz', …). Ekkor szigorúan megszabják, hogy mely szavakra és szerkezetekre vonatkozik a vizsgálat. Ebből a szempontból a mondat és a név fenti kissé pontatlan definíciója attól válik jól meghatározottá, hogy az adott elméletben egyszerűen felsorolják a megengedett szavakat és szerkezeteket. Így járnak el az axiomatikus-deduktív tudományok nyelvében is, ahol csak a logikai kötőszavakat (és ezek egyértelmű szinonimáit) valamint az úgy nevezett alap- és származtatott fogalmakat szabad használni. Ezekben a rendszerekben az alapfogalmak bizonyos nevek, valamint a később bevezetésre kerülő funktorok; az axiómák pedig mondatok.
A logikai grammatika jelenleg legfontosabb és dinamikusan fejlődő alkalmazása alighanem a számítógépes nyelvészet.

## A logikai grammatika alapfogalmai
A logikai grammatika – híven Arisztotelészhez, aki Herméneutikájában (5. fej.) már világosan elhatárolta az igazságértékkel rendelkező kijelentéseket és az ezzel nem rendelkező kifejezéseket – a nyelvi elemek két alapkategóriáját tekinti kiindulópontjának. Az egyik a mondatatok kategóriája, a másik a nevek kategóriája. A tizenkilencedik és huszadik században ez a felosztás finomodott, differenciálódott.
- Nevek. A nevek olyan nyelvi szerkezetek, melyek valamely egyedi dolog azaz individuum (tárgy, személy, fogalom) megnevezésére, jelölésére szolgálnak. A nevek két kategóriája a tulajdonnevek (vagy másként individuumnevek) és az induviduumleírások (vagy deskripciók).
- tulajdonnevek – megállapodás alapján jelölnek egy objektumot (valójában ide kell sorolnunk az 'én', 'te', 'ő', 'ez', 'az' kifejezéseket, melyek tulajdonneveket helyettesíthetnek).

Például: 'Sir Walter Scott'.
- individuumleírások (deskripciók) – olyan kifejezések, melyek egy individuumot egy kizárólag rá érvényes tulajdonsággal nevez meg. A deskripciók két jelentősen különböző fajtája a határozott- és a határozatlan individuumleírások.

Például: 'A Waverley szerzője' egy határozott individuumleírás, mert egyetlen individuumra utal, míg a 'A Principa Mathematica írója' határozatlan, mert Russell mellett szerzőtársára is utalhat.
- Mondatok. Mondaton lényegében a nyelvészet által kijelentő mondatnak nevezett szerkezet. Közelebbről nem definiáljuk, mi az a mondat, rábízzuk természetes nyelvérzékünkre, mely bármilyen nyelv anyanyelvi szintű elsajátításakor helyesen kiválasztja mit is kell ezen érteni. Úgy is fogalmazhatunk, hogy azt, hogy mit tekintünk mondatnak, a többségi, konzekvens nyelvhasználat dönti el, formai kritériumok alapján, meglehetősen objektív módon.

A mondatok és nevek egyfajta befejezett, vagy zárt jelleggel bírnak vagyis a mondatok valamiről valamit állítanak, a nevek, pedig egy konkrét objektumot jelölnek. A mondatokat ebből a szempontból nevezik még zárt mondatoknak, vagy zárt kijelentő mondatoknak is.

## Funktorok
- A funktorok olyan befejezetlen, vagy nyitott kifejezések, melyek bizonyos számú kitöltetlen helyet tartalmaznak, melyeket nevekkel vagy mondatokkal kitöltve neveket vagy mondatokat kapunk. A funktorokat lényegében úgy is felfoghatjuk, mint függvényeket; innen kapták a nevüket.

### Példák
1) Abban a (zárt) mondatban, hogy
'Háromszor veri ezt kenden Lúdas Matyi vissza!'
a 'Lúdas Matyi' individuumnevet elhagyva a
'Háromszor veri ezt kenden … vissza'
funktort kapjuk, ahol '…' jelzi az üres helyet (melybe egy individuumnevet írhatunk).
2) Nevekben is elhagyhatunk kifejezéseket, például a 'Lúdas Matyi' individuumnévben 'Matyi' helyett állhatna 'Marci', 'Misi', 'Manyi' is, tehát:
'Lúdas …'
egy funktor.
Sőt
'… Misi'
is egy funktor (például 'Nyilas'-sal kitöltve kapjuk a 'Nyilas Misi' individuumnevet).
3) A funktorokban több kitöltetlen hely is szerepelhet:
'… (1)szor veri ezt kenden … vissza (2)'
ahol '… (1)' és '… (2)' helyébe egy-egy (nem feltétlenül azonos) individuumnevet írhatunk ('… (1)' helyére illendő ez esetben természetes számot írni).
4) A funktorokban lehet egy-egy kitöltetlen helynek több szereplése, például (önostorozóknál):
'… (1)szor veri ezt … (2)-on vissza … (2)'
amit kitöltve ilyen mondatokat kaphatunk 'Háromszor veri ezt Lúdas Matyin Lúdas Matyi vissza!'

### Funktorok jellemzői
- Egy funktor kimenetén értjük azt a kategóriát, melyet akkor nyer, ha minden kitöltetlen helyét mondatokkal vagy nevekkel kitöltjük. Lehet tehát mondatkimenetű illetve névkimenetű egy funktor.
- Egy funktor bemenetei a kitöltetlen helyei.
- Egy funktor  n-bemenetű (n természetes szám), ha legfeljebb n darab különböző névvel vagy mondattal kell kitölteni ahhoz, hogy zárt nyelvi kifejezést kapjunk belőle. (Előfordulhat tehát, hogy bizonyos kitöltetlen helyekre mindig ugyanazt a nevet vagy mondatot kell behelyettesíteni, mint például a 4)-es példában szereplő mondatnál.)

### A leggyakoribb funktortípusok
Homogén funktornak nevezzük azt a funktort, melynek minden bemenete azonos kategóriájú (azaz vagy név, vagy mondat). A homogén funktorok háromfélék:
- Mondatfunktorok – olyan funktorok, melyeknek minden változója mondatváltozó és ezeket kitöltve mondatokat kapunk.

Példák:
'… (1) akkor és csak akkor, ha … (2)'
'Misi azt gondolja, hogy … '
'Lehetséges, hogy ha … (1), akkor … (2)'
- Predikátumok – olyan funktorok, melyeknek minden változója névváltozó és ezeket kitöltve mondatokat kapunk.

Példák:
'… ló' vagy behelyettesítve: 'Alamuszi [egy] ló'
'… (1) átkelt a … (2) folyón'
- Névfunktorok – olyan funktorok, melyeknek minden változója névváltozó és ezeket kitöltve nevet kapunk.

Példák:
'… apósa'
'… (1) és … (2) első gyermeke'
Ezeken kívül természetesen még vannak más típusú funktorok is, sőt funktorokból bizonyos formális manipulációkkal újabb funktorokat képezhetünk.

### Funkcionális jelölésmód
Egy n-bemenetű funktort F(x1, x2,…, xn)-nel jelöljük, ahol x1, x2,…, xn szimbólumok a funktor üresen hagyott helyeit szimbolizálják; ezeket változóknak nevezzük. n-nél több szabadon hagyott helye is lehet a funktornak, de ezek már csak "multiplicitások", azaz egy változó formálisan többször is szerepelhet egy funktorban. Az F(x1, x2,…, xn) funktor minden változója esetén meg van határozva, hogy névvel vagy mondattal kell az általa jelzett helyet kitölteni. Beszélünk tehát mondatváltozóról és individuumváltozóról.

## Operációk
Most áttekintünk néhány olyan formális manipulációt, mellyel funktorokból újabb funktorok készíthetők.
- Helyettesítés (vagy kompozíció) – az F funktor egy x változójának helyébe (pontosabban a változó által jelölt üres helyre (vagy helyekre)) behelyettesíthetünk egy G funktort éspedig névkimenetű funktort, ha x individuumváltozó és mondatkimenetű funktort, ha x mondatváltozó. Ezt (x|G)F-vel vagy FG/x-vel jelöljük.

Megjegyezzük, hogy egy funktornak zárt mondattá vagy névvé kitöltése egy speciális helyettesítés-sorozat, ahol a változók minden szereplésébe egyszerre helyettesítünk egy 0-bemenetű "konstans funktort", azaz egy nevet vagy egy mondatot.
- Kvantifikáció – Ez egy olyan művelet, amikor egy n-bemenetű és mondatkimenetű funktorból az egyik névváltozójának "lekötésével" egy n-1 bemenetű, mondatkimenetű funktort készítünk. A konkrét művelet többféleképpen is megvalósulhat, van univerzális, egzisztenciális és többféle numerikus kvantifikáció.

Példa.
A '… halandó' predikátum kitöltetlen helyét megszüntethetjük például univerzális kvantifikációval, azaz:
'Mindenki halandó.'
Látható, hogy a predikátum ezzel mondattá alakult, úgy, hogy a kitöltetlen helye megszűnt. Funkcionális jelölésben ez a következőképpen néz ki. Jelöljük P(x)-szel az 'x halandó' predikátumot. Ekkor a 'Mindenki halandó.' mondatot a
{\displaystyle (\forall x)(P(x))}
szimbólumsor jelöli, melyet úgy mondunk ki, hogy "minden x-re x halandó". Vegyük észre, hogy míg a 'Mindenki halandó.' mondatban nem szerepel az x addig a jelölésére szánt szimbólumsorban szerepel. A változók ilyen szerepléseit "látszólagos" vagy kötött szerepléseknek nevezzük. Ezt kifejezendő mondják a matematikusok, hogy "ha egy változó kétszer szerepel egy formulában akkor nem szerepel". Az ilyen operátort változót lekötő operátornak nevezzük.
Lásd bővebben: kvantifikációelmélet.
- Lambda-operáció – Ekkor egy n-bemenetű funktorból n-1 bemenetű névkimenetű funktort kapunk. A lambda-operátor egy funktorból képezi az ő nevét (megnevezését) – amennyiben teljesen zártá válik.

Példa.
A '… halandó' predikátum funkcionális jelölésmódbeli P(x) változatára alkalmazva a lambdaoperációt, kapjuk a
{\displaystyle (\lambda x)(P(x))\,}
szimbólumsort.
Természetes nyelvben a '… halandó' predikátum megnevezését a 'ság'-'ség' képzővel képezzük: 'halandóság' vagy még hozzátesszük: 'mint olyan', például 'a halandóság mint olyan', 'az igazság, mint olyan', 'a lóság mint olyan' (a '… ló' predikátum megnevezése), vagy 'az összeadás mint olyan' (ez esetben a formális kifejezés: (λx1)(λx2)(x1+x2) ). A lambda-operáció is egy változót lekötő operátor.
Lásd bővebben: lambda-kalkulus.
- Deskriptor operátorok – A deskriptor operátorok egy mondatkimenetű funktorból készítenek egy nevet, melynek jelentése határozott deskripció esetén "az az egyetlen dolog, mely rendelkezik a funktor által megkövetelt tulajdonsággal", határozatlan deskripció esetén pedig "egy olyan dolog, mely rendelkezik a funktor által megkövetelt tulajdonsággal".

Példa: A P(x)-szel jelölt ' x Franciaország jelenlegi elnöke' predikátum egyértelműen meghatároz egy személyt. Ennek a személynek a határozott individuumleírása 'Franciaország jelenlegi elnöke', funkcionális jelölésmódban:
{\displaystyle (\mathbf {I} x)(P(x))\,}
Megfogalmazható az ' x Franciaország jelenlegi királya' predikátumból képzett 'Franciaország jelenlegi királya' deskripció is, de ez csak egyfajta "nyelvi" létezés, valójában nincs amire vonatkozzon.
Lásd még: deskripciók
- Osztályabsztrakció – Az osztályabsztrakció egy olyan operátor, mely predikátumból készít névkimenetű funktort. Szándékolt jelentése: "Azon individuumok összessége, melyre a predikátum igaz".

Példa: Ha P(x)-szel jelöli az ' x halandó' predikátumot, akkor
{\displaystyle \{x\mid P(x)\}}
a halandók összességének vagy osztályának neve.
Lásd még: osztály (halmazelmélet)

## Kiterjesztések és megszorítások

### Függvény-argumentumai felbontás
Minden további nélkül gondolhatjuk, hogy a 'Misi könyvelő.' mondatban a 'könyvelő' szót hagyjuk el és így a következő nyitott kifejezést kapjuk:
'Misi …'
Ekkor a kitöltetlen helyre egybemenetű predikátumokat kell írnunk ahhoz, hogy mondatot kapjunk.
Érdemes tehát kiterjeszteni a funktor fogalmát úgy, hogy a kitöltetlen helyekre funktorokat is lehessen tenni. Általában mondhatjuk, hogy egy mondatban minden mondatrészt kiemelhetünk és a maradékot funktorként kezelhetjük. Ez az esetek többségében így is van, de léteznek kivételek, melyek esetén ez a metódus ellentmondásra vezet.

### Az impredikabilitás problémája
Megszorítást kell tennünk azonban a következő eset miatt. Legyen ' Impr …' az a funktor, mely az összes egybemenetű predikátum individuumnevén van értelmezve a következőképpen: ha P(x) predikátum, akkor jelöljük (λx)( P(x) )-et P°-kal és legyen
' Impr( P° ) ' definíció szerint ekvivalens ' nem P( P° ) '-vel
Impr tehát azt mondja, hogy ' a … tulajdonság nem vonatkozik saját magára'. Impr persze egybemenetű prediktum, így felvethető, hogy milyen értéket ad saját megnevezésének. Impr-nek P-be történő behelyettesítés után kiderül, hogy
 'Impr( Impr° )'  akkor és csak akkor, ha  'nem Impr( Impr° ) '
amely minden valamirevaló igazságfogalom bevezetése után ellentmondássá válik. Ehhez az ellentmondáshoz legközelebb a heterologikus és homologikus tulajdonságokra vonatkozó Grelling-Nelson-paradoxon áll.
Korollárium – A logikai grammatika egyik alapszabálya, hogy nyelvi szintek megkülönböztetése nélkül nem lehet semmilyen grammatikára ellentmondásmentes szemantikát építeni.
Ezek a szintek lehetnek egy nyelven belül különböző típusok, vagy több (meta)nyelvi szint rendszere. Ilyen elméletek az elsőrendű-, a másodrendű logika, a típuselmélet vagy a Tarski-féle metaszintek rendszere.

### A "nagy osztályok" problémája
Az imperdikabilitás problémájához hasonlóan nem használhatjuk korlátlanul az osztályneveket sem. Egy egybemenetű predikátum által definiált osztályabsztrakció zárt kifejezésnek, névnek felel meg. Ennek szándékolt jelentése "azon individuumok összessége, melyre igaz a predikátum". Az 'összesség tagjának lenni' kétbemenetű predikátumot így szoktuk jelölni: '∈', azaz
'… (1) ∈ … (2)'
jelöli az 'a … (1) individuum eleme a … (2) összességnek' funktort. Ekkor az ellentmondás maga a Russell-paradoxon lesz. Ha Russ az { x | 'x nem eleme x-nek' } osztály, akkor Russ-t, mint nevet behelyettesíthetjük az 'x nem eleme x-nek' predikátumba, és kapjuk a
' Russ eleme Russ-nak', akkor és csak akkor, ha ' Russ nem eleme Russ-nak'
mondatot (amennyiben egy 'y ∈ { x | P(x) }' predikátum definíció szerint ekvivalens 'P(y)'-nal).
Korollárium – Egy általános osztályelmélet nyelvét sem lehet típusok megkülönböztetése nélkül ellentmondásmentesen felépíteni. (Nota bene, halmazelméletet lehet, de a halmazelmélet nem tekinthető az osztályok általános elméletének.)

## Funktortípusok
A nyelvi elemek kategóriákba sorolásával kapcsolatban általánosságban leszögezhetjük, hogy három alaptípus létezik:
- név – alapfogalom, zárt elem,
- mondat – alapfogalom, zárt elem
- funktor – olyan nyelvi elem, mely nem név és nem mondat, tehát nem zárt hanem kitölthető az előbbi kettővel.

A legbonyolultabb szerkezetűek a funktorok. Az egyszerűség kedvéért szorítkozzunk az extenzionális funktorokra, melyek olyanok, hogy bemeneteik faktuális értékei meghatározzák a kimenetük faktuális értékét (amelyekre ez nem teljesül, azt intenzionális funktornak nevezzük). Célszerű a neveket és a mondatokat 0-bemenetű funktoroknak tekinteni, ezeket az alaptípusokat így jelöljük:
- {\displaystyle o\,} (omikron) – mondatok
- {\displaystyle \iota \,} (iota) – nevek

a valódi (bemenettel rendelkező) funktorok
- {\displaystyle \alpha (\beta )\,} – típusú, amennyiben bemenetei a (β) típusba, kimenete az α típusba tartozik.

Példák. Egy egyváltozós predikátum {\displaystyle o(\iota )\,} típusú, a kétváltozós {\displaystyle o(\iota )(\iota )\,} , a háromváltozós {\displaystyle o(\iota )(\iota )(\iota )\,} … típusú. Egy egyváltozós mondatfunktor {\displaystyle o(o)\,}, kétváltozós {\displaystyle o(o)(o)\,}, háromváltozós {\displaystyle o(o)(o)(o)\,}, … típusú. Egy egyváltozós névfunktor {\displaystyle \iota (\iota )\,}, a kétváltozós {\displaystyle \iota (\iota )(\iota )\,}, … típusú. A vegyes funktorok közül például a főnévi igenév {\displaystyle \iota (o(\iota ))\,} típusú (tehát egyváltozós predikátumból csinál nevet), a melléknévi jelzők {\displaystyle o(\iota )(o(\iota ))\,} típusúak.
A funktorok típuselméletében minden extenzionális funktor előállítható a következő három operáció segítségével (az indexek a funktorok típusát jelölik).
- {\displaystyle F_{\alpha (\beta )}(B_{\beta })\,} – helyettesítés,
- {\displaystyle A_{\alpha }=B_{\alpha }\,} – egyenlőség,
- {\displaystyle \lambda x_{\beta }F_{\alpha }\,} – λ-operáció.

## Ontológiaivonatkozások
Az analitikus filozófia, melynek a logikai grammatika kitüntetett eszköze, csak azokat a metafizikai jellegű problémákat szándékozik tárgyalni, amelyeknek a nyelvben megnyilvánuló vetületei vannak. Egy tetszőlegesen választott logikán alapuló nyelvben egyáltalán nem könnyű feladat megmondani, hogy a mondatok, nevek mit is jelölnek, jelentenek. Ezzel – azaz a nyelvi elemek (logikai grammatikai elemek) jelentésével – a logikai szemantika foglalkozik. Egy nyelvi elemnek többféle szemantikai érték adható:
- Faktuális érték (vagy extenzió) – ez egyfajta jelöletet, referenciát ad a nyelvi elemeknek valamely egyedi szituációban; szemléletesen: az, amire a szövegbeli kifejezés utal.
- Intenzió – egyfajta jelentés, de csak egy adott szituációban.
- Szándékolt jelentés vagy értelem – ez úgy is megfogalmazható, mint a jelentés, tehát az az egyetlen dolog, amit valójában leír a nyelvi kifejezés. Ebben az értelemben a jelentésre leginkább a bizonyításelméleti szemantikában gondolnak, de a szándékolt modell fogalma a modellelméleti szemantikába is jelen van.

A szemantikai értékek a különböző filozófiai logikai elméletekben tehát adhatók a kifejezéseknek, de az „igazi jelentés” megállapítása voltaképpen metafizikai, azaz sokszor eldönthetetlen probléma. Vannak azonban szerencsés esetek, melyekben a nyelv mögötti logika árulkodik az jelöletek metafizikai tulajdonságairól. Ilyen az impredikabilitás problémája és a Russell-paradoxon esete is.
Az individuumnevek kategóriáját kibővíthetjük (a lambdaoperátor segítségével) a funktornevekkel és (az osztályabsztrakciók jóvoltából) az osztálynevekkel. A paradoxonok azonban kétségessé teszik, hogy ezek a bővítések legitimek-e. Mennyiben tekinthetünk egy osztályt vagy egy "függvényt" (nevezzük így egy funktornév jelöletét) individuumnak? Az ellentmondásokból arra következtethetünk, hogy bizonyos függvények és bizonyos osztályok nem individualizálhatók. Az axiomatikus halmazelmélet azonban azt mutatja, hogy bizonyos osztályok megfeleltetésbe hozhatók a halmazelmélet individuumaival és bizonyos funktorok szintén kezelhetők individuumként (ugyanis megfeleltethetők halmazelméleti függvényeknek). El kell tehát különítenünk a nevek azon kategóriáját, melyek individuumnevek és azokat, melyek nem azok (bár nem tudjuk, hogy akkor valójában mik). Az axiomatikus halmazelmélet (például a ZF axiómarendszer) úgy tűnik, jól elkülöníti azokat az összességeket, melyek individuális tulajdonsággal bírnak (ezek a halmazok) és azokat, melyek nem (ezek az úgy nevezett valódi osztályok). Hasonlóképpen a halmazelméleti függvényeket, mivel maguk is halmazok, individuumoknak kell tekintenünk. Ám vigyázni kell azzal, hogy míg funktorból megszámlálható sok lehet egy nyelvben (minthogy a nyelvi szerkezetek összessége is csak megszámlálható), addig halmazelméleti függvényből akármilyen végtelen számosságnál több van.
Bár ezt a Skolem-paradoxonhoz hasonló problémát a modellelméleti szemantika megoldotta, a nyelvfilozófiában, a jelentés elméletében még mindig megoldásra váró feladat.